# Паметник на Пейо Яворов (Благоевград)
Паметникът на Пейо Яворов е бюст на българския национален поет и революционер, разположен в Градската градина в град Благоевград, България. Построен е през 1933 година. 